# Sexto Equipo SEAL
El Grupo Naval de Actividades Bélicas Especiales de Estados Unidos (del inglés: United States Naval Special Warfare Development Group, o por sus  siglas: NSWDG), comúnmente conocido como DEVGRU (acrónimo de las palabras: DEVelopment GRoUp) o informalmente por su antiguo nombre Sexto Equipo SEAL (SEAL Team Six) es una fuerza de operaciones especiales de la Armada de Estados Unidos especializada en lucha antiterrorista y rescate de rehenes, considerada como la élite por antonomasia de los SEALs. A la unidad se la denomina dentro del Comando Conjunto de Operaciones Especiales como Task Force Blue. El Sexto Equipo SEAL está apoyado administrativamente por el Comando de Guerra Naval Especial y operacionalmente sigue las órdenes del Comando Conjunto de Operaciones Especiales. La inmensa mayoría de la información en torno a esta unidad es información clasificada de alto nivel y ni la Casa Blanca ni el Departamento de Defensa comentan los detalles de sus actividades. A pesar de los cambios de nombres oficiales, "SEAL Team Six" sigue siendo el apodo ampliamente reconocido de la unidad.
El Sexto Equipo SEAL y sus contrapartes del Ejército, el 1.er Destacamento Operacional de Fuerzas Especiales-Delta (Fuerza Delta) y el 24° Escuadrón de Tácticas Especiales de la Fuerza Aérea, son las principales unidades de misiones especiales de nivel 1 de las Fuerzas Armadas de Estados Unidos encargadas de realizar las misiones más difíciles, peligrosas y clasificadas, dirigidas por el Presidente o el Secretario de Defensa de Estados Unidos.
El SEAL Team Six lleva a cabo varias misiones especializadas, entre ellas están la lucha antiterrorista, rescate de rehenes, reconocimiento especial y acciones directas (ataques de corta duración o acciones ofensivas a pequeña escala) a menudo contra objetivos de alta prioridad.

## Historia
Tras el fracaso de la crisis de los rehenes norteamericanos en Irán en 1980 (también conocida como Operación Garra de Águila) el Estado Mayor Conjunto decidió crear un comando conjunto para llevar a cabo operaciones antiterroristas y de rescate de rehenes: el Comando Conjunto de Operaciones Especiales. Este comando tenía bajo sus órdenes a la Fuerza Delta, y tenía a su disposición aviones del Ejército y de la Fuerza Aérea, así como un elemento de la Armada especializado en operaciones en el medio marítimo.Richard Marcinko afirma en su autobiografía que decidió dar forma a este elemento en una unidad SEAL independiente y fue designado como su primer comandante.

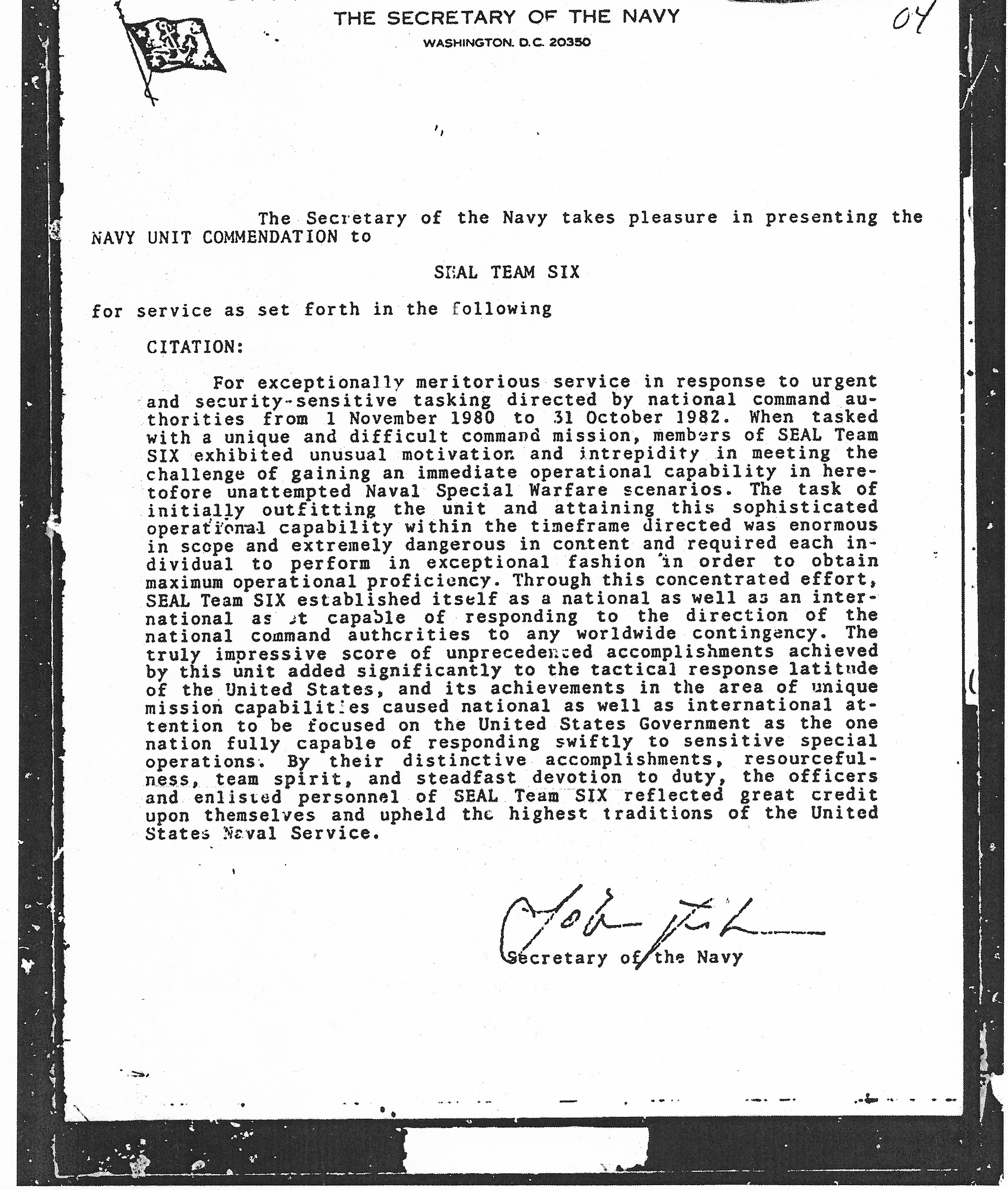
Encomienda Meritoria de la Armada otorgada al Sexto Equipo SEAL por un servicio excepcionalmente meritorio desde noviembre de 1980 hasta octubre de 1982.

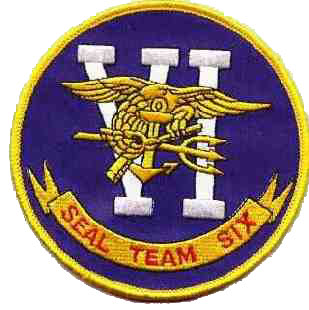
Parche del Sexto Equipo SEAL.

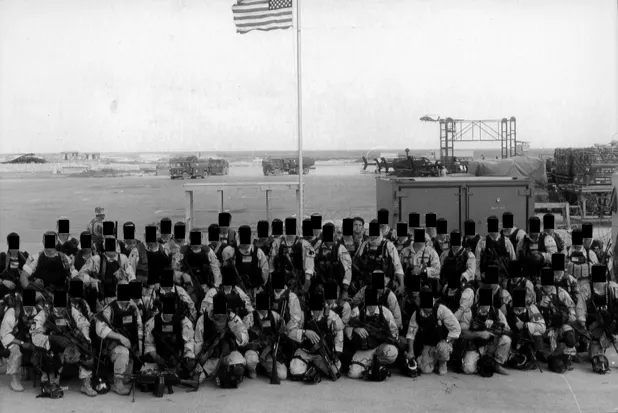
Adaptación del libro Seal Team Six: Memorias de un francotirador de las Fuerzas Especiales de Howard E. Wasdin y Stephen Templin.

Marcinko es quien elige el nombre SEAL Team Six para denominar a esta unidad. En ese momento había dos equipos SEAL, el SEAL Team ONE y el SEAL Team TWO. Marcinko denominó a la unidad con el nombre de SEAL Team Six con el fin de confundir a la inteligencia soviética en cuanto al número de equipos SEAL reales que existían. Marcinko era un pintoresco oficial veterano de Vietnam. Predicó con el ejemplo y los hombres que sentían admiración por el decían que estaban dispuestos a seguirlo a cualquier parte. Pero otros lo despreciaron por ser un fanfarrón arrogante.Los "plankowners" de la unidad (miembros fundadores) fueron entrevistados y seleccionados a mano por Marcinko, unos 90 hombres, de entre la comunidad UDT (Underwater Demolition Teams), los Equipos de Demolición Submarina, predecesores de los actuales SEALs de la Armada. El Sexto Equipo SEAL se puso en activo en noviembre de 1980 y dio comienzo un intenso programa de entrenamiento con el fin de preparar a la unidad para una misión de seis meses de duración.
Esta unidad era de hecho una unidad SEAL diferente, en el sentido de que tenía que dominar nuevas habilidades, y en parte inventarlas, como asaltar barcos y plataformas petrolíferas en el mar, combatir en entornos cerrados, etc. En lugar de operar en unidades del tamaño máximo de una sección, el SEAL Team Six operaba en equipos de asalto de treinta a cuarenta hombres (designados por color), y si la operación lo requería, en varios de esos equipos de asalto combinado. Se perfeccionaron las técnicas de infiltración y exfiltración,como los saltos HAHO, que la unidad considera su punto fuerte. Sus hombres podían acercarse a un objetivo vestidos de civil y, en consecuencia, llevaban barba y no se cortaban el pelo con el corte reglamentario.
El SEAL Team Six se ha convertido en la principal unidad antiterrorista y de rescate de rehenes de la Armada de Estados Unidos y se la ha comparado con la Fuerza Delta del Ejército. Marcinko ocupó el mando del Sexto Equipo SEAL durante tres años, desde 1980 hasta julio de 1983, en lugar del típico período de dos años para la posición de mando de la Marina de aquel entonces. El SEAL Team Six comenzó con 75 tiradores. La unidad tiene recursos virtualmente ilimitados a su disposición. En 1984 Marcinko y una docena de miembros del SEAL Team Six pasarían a formar los "Red Cell" (también conocidos como OP-06D), una unidad especial concebida para asegurar la seguridad de las instalaciones militares de Estados Unidos.
En 1987 el Sexto Equipo SEAL se disolvió. Se formó una nueva unidad denominada "Grupo Naval de Actividades Bélicas Especiales de Estados Unidos", básicamente como sucesor del SEAL Team Six. Las razones de la disolución son diversas, pero el nombre SEAL Team Six se usa a menudo para hacer referencia al DEVGRU.

## Organización
En sus inicios el SEAL Team Six estaba organizado en dos equipos de asalto llamados Blue Team y Gold Team, nombres inspirados en la tradición de la Armada de Estados Unidos de crear dos tripulaciones con estos nombres para cada submarino nuclear. Un tercer grupo se creó en la primavera de 1983. Durante mucho tiempo el SEAL Team Six estuvo organizado en tres equipos de asalto (Blue Team, Gold Team y Red Team), además de un equipo marítimo (Gray Team) y un equipo responsable para la selección y formación de nuevos operadores (Green Team). El Equipo Negro era la célula de tiradores de precisión, que normalmente formaban parte de un equipo de asalto. Un artículo de 1986 asegura que el SEAL Team Six está formado por aproximadamente 175 hombres.
Después del 11 de septiembre los equipos del SEAL Team Six fueron llamados escuadrones. Cada escuadrón tiene su identidad y una insignia. El Escuadrón Azul tiene como emblema una bandera con una calavera y tibias cruzadas y recibe el sobrenombre de “los piratas”; el Escuadrón de Oro luce un escudo con un león y se autodenomina “los caballeros”; y el Escuadrón Rojo tiene como emblema a un guerrero indio americano. Un cuarto escuadrón de asalto, el Escuadrón de Plata, se creó en 2008 y reunió a miembros de los otros tres escuadrones. Su insignia es una mezcla de los tres símbolos de los escuadrones azul, oro y rojo. Cada uno de estos escuadrones está comandado por un comandante y cuentan con aproximadamente cincuenta operadores divididos en tres tropas. Cada tropa está comandada por un Teniente Comandante y a su vez está dividida en equipos de aproximadamente seis operadores liderados por Suboficiales Mayores. El Escuadrón Gris, apodado "los vikingos", pilota lanchas y vehículos blindados Pandur. El Escuadrón Negro es ahora una unidad especializada de inteligencia y reconocimiento. La entidad responsable de la selección de personal siempre se denomina Green Team.

## Operaciones

### Granada
El SEAL Team Six participó en la invasión de la isla de Granada, cuyo nombre en clave es Operación Furia Urgente. Las dos primeras misiones de los SEAL Team Six fueron la extracción del gobernador general de Granada, Paul Scoon, y la toma de control de la única torre de radio de la isla. Sin embargo, la misión no estuvo adecuadamente preparada y los SEAL Team Six enfrentaron problemas desde el principio. Durante un lanzamiento en paracaídas al mar frente a la isla, cuatro SEAL Team Six se ahogaron. Sus cuerpos nunca fueron encontrados.
El grupo a cargo de la residencia del Gobernador General se dio cuenta de que habían olvidado sus equipos de telecomunicaciones por satélite en el helicóptero. Después de que los SEAL Team Six fueron rodeados por tanques BTR-60 y un número significativo de tropas granadinas y cubanas, sus únicas radios se quedaron sin batería. Utilizando la línea telefónica de la residencia, los SEAL Team Six pudieron comunicarse con un Lockheed AC-130 de apoyo aéreo cercano. El equipo estuvo atrapado en la residencia toda la noche y finalmente fue liberado y extraído por un grupo de Marines a la mañana siguiente.
El equipo enviado a la emisora de radio también experimentó problemas de comunicación. Tan pronto como los SEAL Team Six llegaron al complejo de radio se vieron incapaces de establecer su puesto de mando. Después de repeler varias oleadas de asalto de tropas cubanas y granadinas apoyadas por un BTR-60, los SEAL Team Six descubrieron que su posición era insostenible. Destruyeron la estación de radio y se dirigieron al mar, donde se escondieron de las patrullas enemigas que los perseguían. Cuando se abandonó la búsqueda los heridos nadaron mar adentro y fueron rescatados varias horas después de ser localizados por un avión de reconocimiento.

### Panamá
Durante la invasión de Panamá en 1989, el Task Force Blue de una Fuerza de Tarea Conjunta de Operaciones Especiales se formó a partir de elementos del Sexto Equipo SEAL. La misión del Task Force Blue era registrar las residencias del dictador Manuel Noriega en la zona de Colón y el oeste de Panamá para capturar al dictador y rescatar posibles rehenes.

### Guerra del Golfo
Durante la guerra del Golfo un pequeño elemento del SEAL Team Six fue asignado a una fuerza operativa del Comando Conjunto de Operaciones Especiales desplegado para localizar misiles Scuds junto con dos escuadrones de la Fuerza Delta.
El 13 de febrero de 1991 un destacamento de cuatro lanchas del SEAL Team Six fue asignado al Naval Special Warfare Task Group (NSWTG), y al mando de las fuerzas especiales navales norteamericanas y kuwaitíes, en sustitución de la Unidad de Embarcaciones Especiales-12 (SBU-12), cuyas embarcaciones estaban desgastadas por meses de actividades operacionales. Este destacamento, integrado por miembros del SBU-12, transportó a los SEAL Team Six durante su misión de desvío a Mina Saud.

### Afganistán

#### Combates de Takur Ghar
Durante la Operación Anaconda el suboficial de primera clase Neil Roberts del SEAL Team Six cayó de un helicóptero cuando fue alcanzado por combatientes de Al-Qaeda. Roberts intentó defenderse usando su ametralladora SAW. Probablemente murió aproximadamente una hora y media después de su caída. Varios SEAL Team Six de su equipo resultaron heridos al intentar rescatarlo y su controlador de combate, el Sargento John Chapman, murió. Los intentos posteriores de rescatar al SEAL Team Six resultaron en la muerte de otras cinco personas...

#### Fallecimiento de Linda Norgrove el 8 de octubre de 2010
El 26 de septiembre de 2010 cuatro trabajadores humanitarios, la británica Linda Norgrove y tres afganos, fueron secuestrados por los Talibanes en la provincia de Kunar, en el este de Afganistán. Temiendo que Linda Norgrove fuera asesinada o trasladada a Pakistán, se organizó una operación de rescate.
El SEAL Team Six efectuó un asalto antes del amanecer del 8 de octubre. Durante el ataque las fuerzas norteamericanas acabaron con la vida de varios secuestradores y de tres agricultores locales. La rehén británica resultó gravemente herida durante la operación al ser alcanzada por una granada lanzada por un comando norteamericano. Falleció poco después.

#### Accidente de un Chinook el 6 de agosto de 2011
El 6 de agosto de 2011 un helicóptero Chinook CH-47 se estrelló en el este de Kabul. Este accidente fue causado por un ataque con cohetes a manos de los Talibanes. El número de víctimas fue 38, incluyendo 17 hombres del SEAL Team Six.

### Pakistán
El Escuadrón Negro del SEAL Team Six era responsable, concretamente, de las operaciones "transfronterizas", cruzando la frontera entre Afganistán y Pakistán para operar en secreto en las zonas tribales paquistaníes y atacar los campamentos terroristas allí instalados. Sólo una de estas operaciones se conoció con cierto detalle, una redada ocurrida el 3 de septiembre de 2008 cerca de Angor Adda en Waziristán del Sur y que fue seguida de protestas por parte de las autoridades paquistaníes.

#### Operación final contra Bin Laden
El 1 de mayo de 2011 el Escuadrón Rojo del Grupo Naval de Actividades Bélicas Especiales fue transportado en helicóptero y asaltó la residencia fortificada de Osama bin Laden en Abbottabad (Pakistán) y lo eliminaron a él, a otros dos miembros de su familia y a dos colaboradores. Uno de los dos helicópteros utilizados fue destruido y evacuado (a excepción del brazo de cola), y el comando que transportó el cuerpo de Bin Laden abandonó el lugar a bordo de otro helicóptero.

### Operaciones en Somalia

#### Liberación del capitán Richard Phillips el 12 de abril de 2009
Tras la toma de rehenes del Maersk Alabama por piratas Somalíes frente a la costa de Eyl, los hombres del SEAL Team Six neutralizaron a los piratas que estaban a bordo de un bote salvavidas del MV Maersk Alabama y con el que habían huido, manteniendo como rehén al capitán Richard Phillips. La intervención tuvo como resultado la muerte de tres secuestradores, la captura de su líder y la liberación del capitán.

#### Liberación de rehenes en tierra el 24 de enero de 2012
Una veintena de comandos del SEAL Team Six se lanzaron en paracaídas en mitad de la noche del 24 al 25 de enero de 2012, cerca de la aldea somalí de Galkayo. Liberaron en pocos minutos a dos rehenes, al Danés Poul Hagen Thisted y a la norteamericana Jessica Buchanan, dos trabajadores humanitarios que fueron secuestrados el 25 de octubre de 2011.

### Operaciones en Yemen

#### Liberación de rehenes en tierra el 26 de noviembre de 2014
Un equipo del SEAL Team Six rescató a ocho rehenes retenidos en una cueva por Al Qaeda en la península arábiga, en una zona remota del norte de Yemen. Un funcionario Yemení dijo que otros cinco rehenes, incluido un periodista norteamericano que también fue objetivo del ataque, habían sido trasladados a otro lugar días antes de que se lanzara la misión de rescate. Un funcionario norteamericano confirmó que alrededor de dos docenas de fuerzas de operaciones especiales norteamericanas y un equipo de tropas antiterroristas Yemeníes incursionaron cerca de la frontera con Arabia Saudita y rescataron a seis Yemeníes, un Saudí y un Etíope. Ocho terroristas murieron durante la operación.

## Reclutamiento y entrenamiento

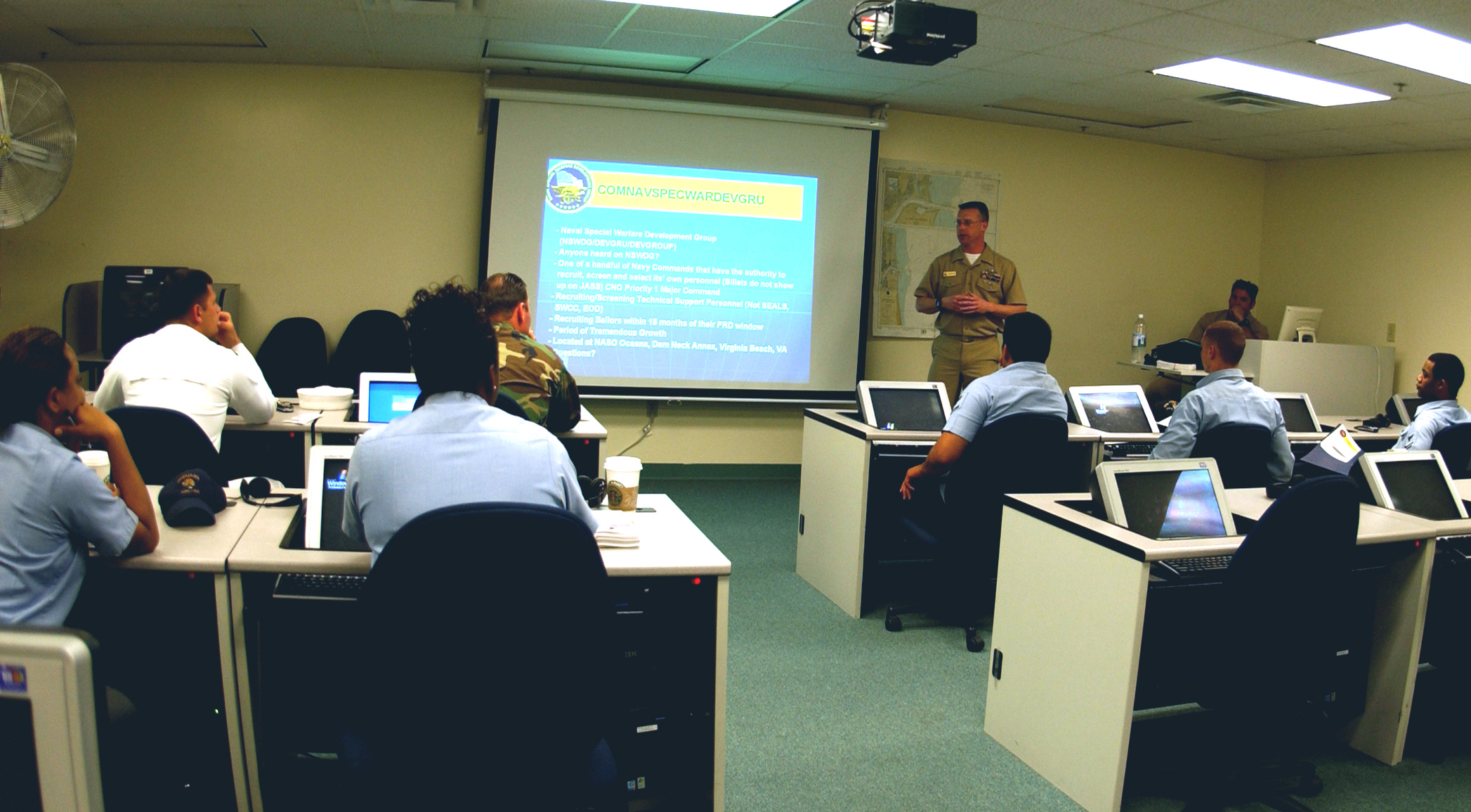
Yeoman Toby Messenger, reclutador de programas especiales para el Grupo Naval de Actividades Bélicas Especiales de Estados Unidos, imparte una charla a marineros durante el Simposio de Gestión Profesional en la Estación Naval de Mayport.

En las primeras etapas de la creación del SEAL Team Six a Marcinko se le dio un período de seis meses para preparar el equipo. Si no lo hubiera hecho el proyecto se habría cancelado. En consecuencia, Marcinko tuvo poco tiempo para crear un programa de selección adecuado, equiparable al proceso de selección de la Fuerza Delta. Se evaluaron los historiales navales o las hojas de servicio de los aspirantes antes de que fueran seleccionados, seguido de entrevistas individuales. Según el libro Rogue Warrior, escrito por Marcinko, los aspirantes al SEAL Team Six eran elegidos si poseían ya de una previa cualificación y cierto grado de veteranía, sobre todo en lo referente a tácticas de combate y operaciones bélicas, ya que la determinación de dichos candidatos se consideraba más valiosa que la de uno que hubiese pasado por el programa de instrucción. Originalmente los aspirantes procedían de los equipos SEAL de la costa Este y Oeste, así como de los Equipos de Demolición Submarina.
Si bien gran parte de la captación y formación son clasificados, existen ciertos requisitos y fases de instrucción que ahora son de conocimiento público. Los requisitos para promocionar al DEVGRU son: los aspirantes deben ser hombres, tener 21 años o más, haber servido como mínimo en 2 despliegues en sus previas asignaciones y recibir el visto bueno con el fin de que puedan tener acceso a una autorización de seguridad. Como ya se explicó antes, los candidatos provienen de los equipos SEAL de la costa Este/Oeste, pero también de los equipos SEAL Delivery Vehicle (SDV), de los equipos Special Boat (para el escuadrón gris), de los equipos de desactivación de artefactos explosivos de la Armada y de los Special Amphibious Reconnaissance Corpsman (SARCs). Los aspirantes deben estar en el escalafón de categoría salarial de E-4 a E-8, y los candidatos a oficiales deben ser de O-3 a O-4. Los candidatos deben pasar por un reconocimiento médico y psicológico, y después pasar una entrevista para determinar si son aptos para ser asignados al DEVGRU. Aquellos que superen el riguroso proceso de selección asistirán a un programa de formación de ocho meses de duración con el departamento de instrucción de la unidad conocido como Green Team (Equipo Verde). La tasa de deserción del programa de instrucción es alta y generalmente alrededor del 50% abandona. Durante un programa de selección, de los 20 candidatos originales 12 de ellos completaron el programa. Durante al menos seis meses todos los candidatos están bajo la atenta mirada de los instructores del SEAL Team Six y son supervisados meticulosamente para determinar si son aptos para integrarse en los escuadrones individuales. Howard E. Wasdin, ex-SEAL Team Six, dijo en una entrevista de 2011 que de los 16 candidatos que se presentaron al programa de selección solamente 2 de ellos fueron aceptados. Aquellos que no pasan la fase de selección regresan a sus asignaciones anteriores y pueden volver a intentarlo en el futuro.
Como todas las fuerzas especiales que cuentan con un programa de entrenamiento riguroso y de alto riesgo también puede haber lesiones graves y fallecimientos. El SEAL Team Six/DEVGRU ha perdido varios operadores durante sus entrenamientos (particularmente en accidentes con paracaídas y en combates dentro de espacios cerrados). Se supone que el proceso de evaluación de la unidad para la búsqueda de nuevos integrantes es diferente de lo experimentado anteriormente por un operador SEAL en su puesto previo, y gran parte del entrenamiento está centrado en evaluar sobre todo la estabilidad mental del individuo, a la par que su condición física, aunque dando una mayor determinación a la primera. Todos los candidatos seleccionados ya habrán completado sus respectivas fases previas de formación avanzada como por ejemplo: formación básica en demoliciones submarinas de los SEALs, formación con las Tripulaciones Combatientes de Operaciones Especiales de la Armada, formación con los Special Amphibious Reconnaissance Corpsman (SARCs), formación con los técnicos de desactivación de artefactos explosivos de la Armada o la formación impartida en la Escuela de Buceo de la Armada.
Los aspirantes pasan por una amplia variedad de programas de entrenamiento avanzado impartidos por instructores civiles o militares. En estas formaciones hay escalada libre, guerra terrestre, técnicas avanzadas de combate cuerpo a cuerpo, conducción avanzada defensiva y ofensiva, buceo avanzado, comunicaciones e instrucción en Supervivencia, Evasión, Resistencia y Escape (SERE). A los aspirantes también se les instruye en la apertura de cerraduras de vehículos, puertas y cajas fuertes. Todos los candidatos deben denotar el mayor rendimiento físico y mental durante la selección. Los individuos seleccionados son asignados a uno de los Escuadrones Tácticos de Desarrollo y Evaluación. A diferencia de los equipos SEAL regulares, los miembros del SEAL Team Six pueden asistir a casi cualquier otro programa de instrucción militar con el fin de recibir formación adicional según los requisitos que se requieran en la unidad.
Al igual que la Fuerza  Delta, las prácticas de tiro con fuego real, tanto en simulacros de batalla de largo alcance como en espacios cerrados se realizan con otros aspirantes que desempeñan roles o papeles de rehenes con el objetivo de ayudar a forjar una mayor confianza entre los miembros.
El SEAL Team Six entrena y opera regularmente con las fuerzas especiales de otros países, como el Servicio Aéreo Especial (SAS) y el Servicio Especial de Embarcaciones Británico, el Regimiento de Servicio Aéreo Especial y el 2.º Comando de Regimiento Australiano, el Sayeret Matkal Israelí, la Joint Task Force 2 de Canadá y los Jaeger Corps Daneses.

## Funciones y responsabilidades
Las actividades del SEAL Team Six son clasificadas, pero se cree que llevan a cabo operaciones antiterroristas preventivas y proactivas, contraproliferación (esfuerzos para evitar la propagación tanto de armas convencionales como de armas de destrucción masiva), así como la eliminación o captura de objetivos de alta prioridad de naciones hostiles.El SEAL Team Six es una de las pocas unidades de misiones especiales de Estados Unidos que están autorizadas para hacer uso de acciones preventivas antiterroristas así como de sus propias instalaciones.
Cuando el SEAL Team Six se creó por primera vez en 1980 se dedicaba exclusivamente a la lucha antiterrorista en el medio marítimo, recayendo su responsabilidad a nivel mundial. Entre sus objetivos estaban generalmente barcos, plataformas petrolíferas, bases navales, embajadas costeras y bases civiles o militares, a las que se podía acceder desde el mar o a través de vías navegables interiores. En ciertas operaciones, a pequeños equipos del SEAL Team Six se les asignaba la tarea de infiltrarse de forma encubierta en zonas internacionales de alto riesgo para que llevaran a cabo reconocimientos o evaluaciones de seguridad de las instalaciones militares y embajadas de Estados Unidos, con el fin de ofrecer asesoramiento sobre posibles mejoras y evitar bajas en caso de un ataque terrorista. El SEAL Team Six se disolvió en 1987, y su función, salvo el abordaje de barcos no relacionados con la lucha antiterrorista, se le asignó al recién formado Grupo Naval de Actividades Bélicas Especiales.
Desde el inicio de la guerra contra el terrorismo, el DEVGRU se ha convertido en una unidad multifuncional de operaciones especiales con un mandato operativo mundial. Entre estas operaciones se incluyen el exitoso rescate de Jessica Buchanan y Poul Hagen Thisted, el intento de rescate de Linda Norgrove, el rescate del médico Dilip Josephy, en 1991, la recuperación del presidente haitiano Jean-Bertrand Aristide y su familia durante el golpe de Estado que lo derrocó.
La misión oficial del Grupo Naval de Actividades Bélicas Especiales, que está operativo a día de hoy, es "proporcionar una gestión centralizada para pruebas, evaluaciones y desarrollo de equipamiento tecnológico, técnicas, tácticas y procedimientos para la Guerra Naval Especial".El Grupo Naval de Actividades Bélicas Especiales y la Fuerza Delta del Ejército entrenan y operan conjuntamente en misiones antiterroristas, generalmente como parte de una fuerza de tarea conjunta de operaciones especiales.El Centro de Actividades Especiales de la Agencia Central de Inteligencia, y más concretamente su Grupo de Operaciones Especiales, a menudo colabora con el DEVGRU y recluta a sus miembros.La combinación de estas unidades condujo finalmente al asesinato del líder de Al-Qaeda, Osama bin Laden, en la Operación Lanza de Neptuno.

### Controversias
En 2010, durante el intento de rescate de la trabajadora humanitaria británica Linda Norgrove, secuestrada por talibanes en Afganistán, murió como resultado de las heridas sufridas por una granada de mano errante de un SEAL. En 2017 el Sargento del Estado Mayor de las Fuerzas Especiales del Ejército, Logan Melgar, murió a causa de un trauma recibido durante un aparente incidente de novatadas en una base de Malí, que resultó en el enjuiciamiento penal de dos miembros del DEVGRU y dos Marine Raiders.
Después de que The Intercept efectuara una investigación de dos años, se publicó un informe en 2017 en el que se acusaba al Sexto Equipo SEAL y a sus oficiales al mando de abusos, delitos y encubrimientos. La investigación contaba con numerosas entrevistas a miembros y a oficiales de la unidad, quienes relataron la participación del grupo en abusos, incluyendo lo que algunos miembros describieron como crímenes de guerra. Los exmiembros y oficiales de la unidad dijeron que los oficiales al mando toleraban y encubrían los abusos.